# Leucosticte nemoricola
El pinzón montano de Hogdson (Leucosticte nemoricola) es una especie de ave paseriforme de la familia Fringillidae propia de las montañas de Asia.

## Distribución
Se extiende por las montañas del este de Asia Central, el Himalaya y el oeste de Mongalia, además de la meseta tibetana, Su hábitat natural son los pastizales templados de montaña.